# Альдо Гуччі
Альдо Гуччі (нар. 26 травня 1905 р. , Флоренція, Королівство Італія — пом. 19 січня 1990 р., Рим, Італія) — голова Gucci Shops Inc. з 1953 по 1986 рік. Він був старшим сином Гуччо Гуччі, який заснував компанію в 1921 році.

## Раннє життя та сім'я
Альдо Гуччі народився 26 травня 1905 р. У Флоренції, в тосканській родині, яка веде початок від тринадцятого століття у сусідньому місті Сан-Мініато. Альдо був старшим із п'яти дітей, народжених від Аїди Калвеллі та Гуччо Гуччі. У нього було троє братів — Васко, Родольфо та Енцо (який помер у віці дев'яти років), і сестра — Гримальда. У нього також був усиновлений брат Уго з попередніх стосунків матері.
У роки свого становлення він зацікавився кінним спортом та ботанікою, що згодом знайде свій вихід у продуктовому дизайні та захопленні садівництвом. У віці шістнадцяти років він почав працювати за сумісництвом у першій крамниці свого батька у Флоренції на вулиці Вінья Нуова. Він отримав диплом економіста в коледжі Сан-Марко у Флоренції.

## Кар'єра
З 20 років Альдо почав працювати повний робочий день у сімейній фірмі Gucci. Далі він відкрив перший магазин за межами Флоренції, в Римі, в 1938 році.
Гуччі став символом статусу «за одну ніч», коли бамбукова сумочка була зображена на руці Інгрід Бергман у фільмі Роберто Росселліні «Подорож до Італії» 1954 року. Знак GG став миттєвим фаворитом голлівудських знаменитостей та європейських монархів.
У 1952 році Альдо поїхав до Нью-Йорка зі своїми братами Родольфо та Васко. Вони відкрили перший магазин за межами Італії в Нью-Йорку, лише за два тижні до смерті батька. Президент Джон Ф. Кеннеді оголосив Альдо першим послом Італії у моді, а Міський університет Нью-Йорка нагородив його почесним ступенем на знак визнання його благодійної діяльності, яку називають «Мікеланджело з мерчендайзингу». Він продовжував відкривати магазини в Чикаго, Палм-Біч та Беверлі-Гіллз, а потім розширився до Токіо, Гонконгу та міст по всьому світу через глобальну франчайзингову мережу.
Понад тридцять років він був відданий розширенню Gucci, розвиваючи компанію у вертикально інтегрований бізнес із власними шкіряними фабриками, виробничими та торговими приміщеннями.

### Пізніші роки
Після смерті їхнього брата Васко Гуччі в 1974 році Родольфо та Альдо розділили бізнес між собою 50/50. Однак сини Альдо вважали, що їхній дядько не сприяв зростанню бізнесу. Намагаючись збільшити свої прибутки, Альдо створив парфумерну філію і володів 80 % власності для себе та своїх трьох синів. Врешті-решт це суперництво вилилось у сімейну війну.
У 1977 році Альдо призначив свого сина Паоло віце-президентом і керуючим директором Gucci Shops Inc. та Gucci Parfums of America. У 1980 році Паоло Гуччі спробував розпочати власний бізнес, використовуючи ім'я Гуччі, і це спровокувало низку судових процесів родичів, зокрема його батька.
Паоло здав батька за ухилення від сплати податків. У січні 1986 року Альдо Гуччі був засуджений до ув'язнення на рік і один день за ухилення від сплати податків, ухиляючись від сплати 7 мільйонів доларів у Нью-Йорку. На момент винесення вироку йому було 81 рік. Він проводив час у Федеральному в'язничному таборі на авіабазі Еглін, Флорида. Альдо працював у Будинку Гуччі до 1986 року.
Після смерті Родольфо Мауріціо Гуччі успадкував мажоритарний пакет свого батька в компанії. У 1988 році Мауріціо Гуччі продав майже 47,8 % Gucci бахрейнському інвестиційному фонду Investcorp (власник Tiffany & Co з 1984 р.), а інші 50 % утримав. Він розгорнув юридичну битву зі своїм дядьком Альдо. У 1989 році Мауріціо Гуччі був призначений головою групи «Гуччі». Мауріціо не мав досвіду у бізнесі, і до 1993 р. бізнес був у важкому економічному та творчому становищі. Того року Мауріціо Гуччі подав у відставку, і через 66 років як сімейного бізнесу він продав свої залишки акцій Investcorp.

## Особисте життя і смерть
Альдо був одружений з Олвен Прайс, у них народилося троє синів — Джорджо, Паоло і Роберто. Він мав роман з Бруною Паломбо, яка народила Патрісію в 1963 році поза шлюбом. Він одружився з Паломбо в Палм-Спрінгз, штат Каліфорнія, в 1987 році.
Він мав будинки в Нью-Йорку, Палм-Біч, Римі, Флоренції, Беверлі-Хіллз, Лондоні та Парижі.
Альдо Гуччі помер у Римі у віці 84 років від раку простати у січні 1990 р. Його поховали у сімейному мавзолеї у Флоренції.